# Utilister

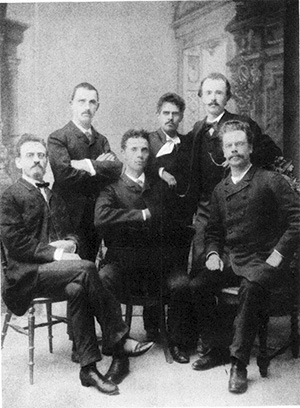
Utilistiska samfundets styrelse 1890. Längst till höger: Viktor Lennstrand. Bakom honom C. A. Magnusson och till vänster om denne Ernst Hellborg. 1890

Utilister, medlemmar av en i Stockholm och på andra orter i Sverige år 1888 bildad förening (Utilistiska samfundet), som på basis av sin åsikt "att detta livet är det enda, om vilket vi vet någonting, samt att människans mål är att söka minska lidandet och bereda tillfälle för så många som möjligt att bli lyckliga" avgjort uppträdde mot hela den kristna världsåskådningen, bekämpade all tro på något övernaturligt samt agiterade för fullständig religions- och yttrandefrihet och för statskyrkans avskaffande.
Sällskapet hade en livlig verksamhet och ett stort antal medlemmar. Även om dess grundare, Viktor Lennstrand (1861-1895), åtalades och dömdes för sin kritik av det kristna gudsbegreppet, undgick samfundet självt att åtalas.
Dess namn härrörde från frändskapen mellan dess syfte och den etiska utilitarismen. Närmast motsvarade samfundet den engelska sekularismen, som det i stort imiterade. Egentligen ville det vara en fritänkarförening.